# كازويا إيو
كازويا إيو (باليابانية: 飯尾 和也) (10 أبريل 1980 في نيريما في اليابان - )؛ هو لاعب كرة قدم ياباني سابق كان يلعب كمدافع.

## وصلات خارجية
- كازويا إيو على موقع رابطة كرة القدم اليابانية للمحترفين (اليابانية)
- كازويا إيو على موقع قاعدة بيانات كرة القدم.إي يو (الإنجليزية)
- كازويا إيو على موقع Soccerway.com (الإنجليزية)
- كازويا إيو على موقع عالم كرة القدم.نت (الإنجليزية)